# Bund für Gesamtdeutschland
Der Bund für Gesamtdeutschland – Ostdeutsche, Mittel- und Westdeutsche Wählergemeinschaft Die neue deutsche Mitte (Kurzbezeichnung: BGD) war eine rechtsextrem-revanchistische Kleinpartei in Deutschland.

## Inhaltliches Profil
Hauptziel der Partei war es, Deutschland in seinen angeblichen „völkerrechtlichen Grenzen“ wiederherzustellen. Der BGD sah sich daher auch als politischer Arm der deutschen Vertriebenen.
In einer Ausgabe der Parteizeitung Unsere Deutsche Heimat präsentierte der Parteivorsitzende Horst Zaborowski seine politischen Absichten. Darin forderte er unter anderem den Austritt Deutschlands „aus allen internationalen Organisationen einschließlich NATO, UNO und EU“, eine „Rückführung aller in der Weimarer Verfassung aufgeführten staatlichen Firmen in den Staatsbesitz“ und den Bau und die Stationierung „von Satelliten zur wirtschaftlichen Nutzung mit eigenen Trägerraketen“. Gleich ein ganzes Viertel der derzeitigen Bevölkerung dieses Landes sollte aus der „Volksgemeinschaft“ * ausgeschlossen werden. „Warum können wir nicht friedlich als ein 60 Millionen Volk im Herzen Europa leben ?“, fragte Zaborowski. „Wir können besser und friedvoller in dieser Bundesrepublik Deutschland leben, ohne den 20 Millionen, die sich in Deutschland tummeln, die deutsche Staatsbürgerschaft nicht anstreben, nur an der Ausnutzung von Volk, Land und Elementen interessiert sind. […] Eine Volksgemeinschaft kann aus der Sache heraus nicht aus einer Person bestehen. Zu einer Volksgemeinschaft gehört zwangsläufig ein Volk.“

### Geschichtsrevisionismus
Eine wesentliche These des BGD war die Annahme, dass das Deutsche Reich auch nach dem Ende des Zweiten Weltkriegs völkerrechtlich weiterbestehe und dass die Bundesrepublik Deutschland deshalb zwar nicht dessen Rechtsnachfolger sei – soweit konform mit der herrschenden Meinung der Rechts- und Staatswissenschaften –, aber auch nicht als Staat identisch mit diesem sei. Deshalb richteten sich die Gebietsansprüche des BGD vor allem auf eine Wiederherstellung des Reichsgebiets in den Grenzen von 1937, weitergehende Forderungen umfassten aber auch das Reichsgebiet von 1914, das Sudetenland bzw. Deutsch-Böhmen.
Der BGD bezog sich dabei auf Revisionisten wie den niederländischen Völkerrechtler Frans du Buy, der „die Bundesrepublik Deutschland grundsätzlich als einen Staat am Rande der Legalität“ sieht, „weil sie auf eine Beschlußfassung westlicher Weltkriegsalliierter“ beruhe. So schrieb Otto May auf der Website des BGD, der in seinem Beitrag weiter folgert: „Die gegenwärtige deutsche Bundesrepublik ist nichts anderes als eine typisch amerikanische Bananenrepublik mit einer absichtlich unfähigen Führung, einem völlig korrupten Politsystem, mit streng kontrollierten Medien und einem mit einer Geheimpolizei verbundenen Justizsystem, welches die Massen in Schach hält.“
Der BGD wurde mindestens im Zeitraum von 1999 bis 2001 vom Bundesamt für Verfassungsschutz beobachtet.
Siehe auch: Rechtslage des Deutschen Reiches nach 1945, Reichsbürgerbewegung

## Geschichte
Der BGD wurde am 12. August 1990 gegründet. Er nahm jeweils ohne Erfolg mit einem Einzelkandidaten an der Bundestagswahl 1994 sowie an der Landtagswahl in Baden-Württemberg 1996 und der Landtagswahl in Nordrhein-Westfalen 2000 teil. Die Partei trat außerdem zur Landtagswahl am 22. Mai 2005 in Nordrhein-Westfalen an. Obwohl sie diesmal in zwei Wahlkreisen wählbar war, erreichte sie nur noch 56 Stimmen, gegenüber 178 Stimmen im Jahr 2000. Bei den Landtagswahlen 2010 und 2012 in Nordrhein-Westfalen trat sie abermals an.
Der BGD startete mehrere erfolglose Kampagnen zur Rückgabe von enteignetem Besitz im heutigen Polen und Tschechien. Von diesen Aktionen und dem BGD distanzierte sich der Bund der Vertriebenen wiederholt deutlich.
Seit Mitte der 1990er Jahre versuchte er wiederholt, rechtsextreme Sammlungsbewegungen zu initiieren. Diese Versuche blieben erfolglos.
Parteivorsitzender war der 1926 in Duisburg geborene Horst Zaborowski. Auf der Liste der Partei Ab jetzt…Bündnis für Deutschland trat er zur Bundestagswahl 1998 an.
Der BGD gab seine Mitgliederzahl im Jahr 2002 mit etwa 300 an, vor dem Bundeswahlausschuss im Jahr 2013 mit etwa 80. Bei der Bundestagswahl 2013 trat er im Bundestagswahlkreis Görlitz mit einer Einzelbewerberin an und erreichte 1431 Erststimmen (1,0 % der Erststimmen im Wahlkreis).
Am 15. Juli 2017 fusionierte der BGD mit der Kleinstpartei Aus dem Lande stammende Deutsche (Autochthone) zur Partei Aus Gesamtdeutschland stammende Deutsche (AGsD).